# Donald Telfer
Donald Telfer –conocido como Don Telfer– (Calgary, 19 de mayo de 1961) es un deportista canadiense que compitió en remo.
Ganó una medalla de plata en el Campeonato Mundial de Remo de 1991, en la prueba de ocho con timonel. Participó en dos Juegos Olímpicos de Verano, ocupando el sexto lugar en Seúl 1988, en la misma prueba.

## Palmarés internacional
| Campeonato Mundial | Campeonato Mundial | Campeonato Mundial | Campeonato Mundial |
| Año                | Lugar              | Medalla            | Prueba             |
| ------------------ | ------------------ | ------------------ | ------------------ |
| 1991               | Viena (Austria)    | Medalla de plata   | Ocho con timonel   |